# Xubuntu
Xubuntu je oficiální odnož linuxové distribuce Ubuntu. Je to open source operační systém, který jako desktopové prostředí používá Xfce. Xubuntu je určen spíše pro uživatele s méně výkonným počítačem. Ke Xubuntu přešla řada nespokojených uživatelů Ubuntu kvůli kontroveznímu uživatelskému rozhraní Unity. Xubuntu obsahuje převážně GTK+ aplikace.

## Historie
První verze Xubuntu byla plánována ve stejné době jako Ubuntu 5.10 (13. října 2005), ale protože nebyly dokončeny všechny práce, bylo Xubuntu dostupné pouze jako balíček xubuntu-desktop. První oficiální vydání bylo Xubuntu 6.06 (1. června 2006), které bylo verzí s dlouhodobou podporou.

## Verze
Každých šest měsíců je uveřejněná nová verze Xubuntu a má svoje kódové jméno a číslo. Číslo verze je založené na měsíci jejího uveřejnění, takže například 6.10 reprezentuje říjen 2006. Jedná se o tzv. standard Y.MM. Níže je seznam minulých a plánovaných verzí.
| Barva   | Význam            |
| ------- | ----------------- |
| Červená | Verze bez podpory |
| Zelená  | Verze s podporou  |
| Modrá   | Budoucí verze     |

| Verze     | Datum verze    | Kódový název                                   | Poznámka                                            |
| --------- | -------------- | ---------------------------------------------- | --------------------------------------------------- |
| 5.10      | 13. října 2005 | Breezy Badger (rozmarný jezevec)               | dostupné pouze jako balíček xubuntu-desktop         |
| 6.06 LTS  | 1. června 2006 | Dapper Drake (sličný kačer / elegantní jepice) | první oficiální vydání Xubuntu - dlouhodobá podpora |
| 6.10      | 26. října 2006 | Edgy Eft (smělý mlok)                          |                                                     |
| 7.04      | 19. dubna 2007 | Feisty Fawn (čiperný srnec / divoká srna)      |                                                     |
| 7.10      | 18. října 2007 | Gutsy Gibbon (kurážný / odvážný gibon)         |                                                     |
| 8.04 LTS  | 24. dubna 2008 | Hardy Heron (neohrožená volavka)               | dlouhodobá podpora                                  |
| 8.10      | 30. října 2008 | Intrepid Ibex (nebojácný kozoroh)              |                                                     |
| 9.04      | 23. dubna 2009 | Jaunty Jackalope (veselý zajdalen)             |                                                     |
| 9.10      | 29. října 2009 | Karmic Koala (osudná koala)                    |                                                     |
| 10.04 LTS | 29. dubna 2010 | Lucid Lynx (bystrý rys)                        | dlouhodobá podpora                                  |
| 10.10     | 10. října 2010 | Maverick Meerkat (vzpurná surikata)            |                                                     |
| 11.04     | 28. dubna 2011 | Natty Narwhal (šikovný narval)                 |                                                     |
| 11.10     | 13. října 2011 | Oneiric Ocelot (snový / pohádkový ocelot)      |                                                     |
| 12.04 LTS | 26. dubna 2012 | Precise Pangolin (přesný luskoun)              | dlouhodobá podpora                                  |
| 12.10     | 18. října 2012 | Quantal Quetzal (jednotný kvesal)              |                                                     |
| 13.04     | 23. dubna 2013 | Raring Ringtail (dychtivý fret kočičí)         |                                                     |
| 13.10     | 17. října 2013 | Saucy Salamander (drzý mlok)                   |                                                     |
| 14.04 LTS | 17. dubna 2014 | Trusty Tahr (věrný tahr)                       | dlouhodobá podpora                                  |
| 14.10     | 23. října 2014 | Utopic Unicorn (vysněný jednorožec)            |                                                     |
| 15.04     | 23. dubna 2015 | Vivid Vervet (čilý kočkodan)                   |                                                     |
| 15.10     | 22. října 2015 | Wily Werewolf (mazaný vlkodlak)                |                                                     |
| 16.04 LTS | 21. dubna 2016 | Xenial Xerus (přátelská veverka)               | dlouhodobá podpora                                  |
| 16.10     | 13. října 2016 | Yakkety Yak (užvaněný jak)                     |                                                     |
| 17.04     | 13. dubna 2017 | Zesty Zapus (energická myška)                  |                                                     |
| 17.10     | 19. října 2017 | Artful Aardvark (mazaný hrabáč)                |                                                     |
| 18.04 LTS | 26. dubna 2018 | Bionic Beaver (bionický bobr)                  | dlouhodobá podpora                                  |
| 18.10     | 18. října 2018 | Cosmic Cuttlefish (kosmická sépie)             |                                                     |
| 19.04     | 18. dubna 2019 | Disco Dingo (disco dingo)                      |                                                     |
| 19.10     | 17. října 2019 | Eoan Ermine (úsvitný hranostaj)                |                                                     |
| 20.04 LTS | 23. dubna 2020 | Focal Fossa (ostrozraká fosa)                  | dlouhodobá podpora                                  |
| 20.10     | 22. října 2020 | Groovy Gorilla (skvělá gorila)                 |                                                     |
| 21.04     | 22. dubna 2021 | Hirsute Hippo (huňatý hroch)                   |                                                     |
| 21.10     | 14. října 2021 | Impish Indri (rošťácký lemur)                  |                                                     |
| 22.04 LTS | 21. dubna 2022 | Jammy Jellyfish (šťastná medúza)               | dlouhodobá podpora                                  |
| 22.10     | 20. října 2022 | Kinetic Kudu (pohyblivá antilopa)              |                                                     |
| 23.04     | 20. dubna 2023 | Lunar Lobster (měsíční humr)                   |                                                     |
| 23.10     | 12. října 2023 | Mantic Minotaur (jasnozřivý Minotaurus)        |                                                     |
| 24.04 LTS | 25. dubna 2024 | Noble Numbat (vznešený mravencojed)            | dlouhodobá podpora                                  |
| 24.10     | říjen 2024     | Oracular Oriole                                |                                                     |

V budoucnu má existovat ještě verze s kódovým označením Grumpy Groundhog (mrzutý svišť). Ta bude natrvalo testovací a bude získávat zdroje přímo z verzovacího systému pro množství programů a aplikací, které jsou dodávané s Ubuntu.

### Dlouhodobá podpora (LTS)
Jednou za dva roky vychází verze s dlouhodobou podporou (LTS - Long-Term Support), což je verze s 36měsíční podporou. Standardní verze, které vycházejí v půlročních cyklech, měly dříve délku podpory 18 měsíců, od verze Xubuntu 13.04 je délka podpory těchto standardních verzí již jen 9 měsíců.
Poslední vydaná verze LTS je 24.04 Noble Numbat.

## Porovnání s Ubuntu
Ubuntu používá desktopové prostředí GNOME. Xubuntu naproti tomu používá desktopové prostředí Xfce, které používá méně systémových prostředků, je proto rychlejší a svižnější a pracuje tedy lépe i na starších počítačích. Xubuntu stejně jako GNOME používá primárně aplikace GTK+, které jsou ale koncipovány pro slabší stroje.

## Požadavky
Live DVD Xubuntu verze 18.04 vyžaduje alespoň 512 MB RAM.
Instalace 64bitového Xubuntu na pevný disk vyžaduje alespoň 8 GB volného místa na disku.
Doporučené systémové prostředky jsou však vyšší, alespoň 1,5Ghz Dual Core procesor, 2 GB paměti RAM a 20 GB volného místa na disku.

## Podobné projekty
Existují i jiné derivace Ubuntu určené pro starší počítače. Například Lubuntu s LXQt nebo Ubuntu MATE s MATE.
Projekty podobné Xubuntu byly i Ubuntu Lite, které používalo IceWM jako nadstavbu Xfce nebo Fluxbuntu, které používalo velmi svižný správce oken Fluxbox.